# Chimarra intexta
Chimarra intexta är en nattsländeart som beskrevs av Martin E. Mosely 1931. Chimarra intexta ingår i släktet Chimarra och familjen stengömmenattsländor. Inga underarter finns listade i Catalogue of Life.